# Pharmacie centrale de Ljubljana
La pharmacie centrale de Ljubljana (en slovène Centralna lekarna Ljubljana) est l'un des bâtiments les plus importants de la place Prešeren ( Prešernov trg), la place centrale de la capitale slovène Ljubljana. Elle est également connue sous le nom de Palais Mayer (en slovène : Mayerjeva palača). Elle abrite la pharmacie centrale de la ville.
Le bâtiment néo-Renaissance a été conçu en 1896–97 par Ferdinand Hauser construit avant la fin du siècle par Gustav Tönnies, tandis que la façade a été réalisée par Filip Supančič. Jusqu'à la Seconde Guerre mondiale, le bâtiment abritait également un café nommé le café Prešeren ( Prešernova kavarna) d'après le poète France Prešeren (1800–1849).

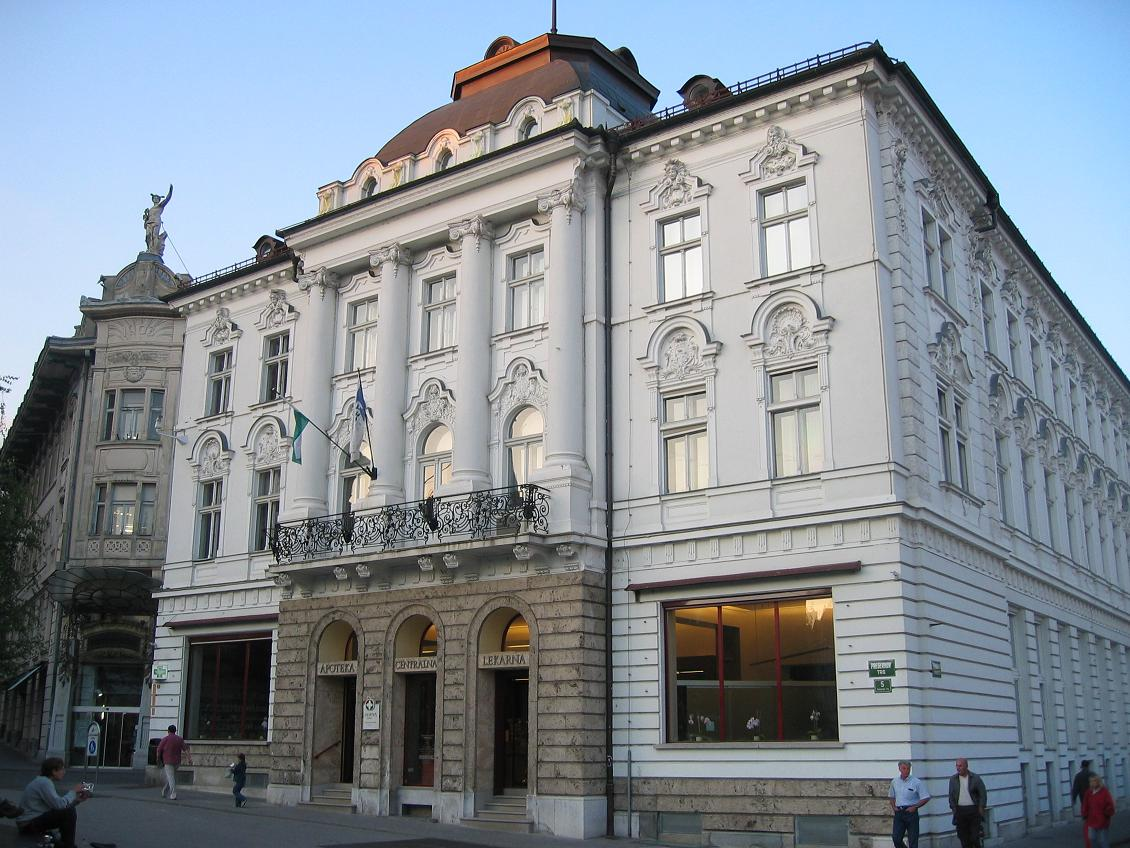
La façade avant de la Pharmacie Centrale

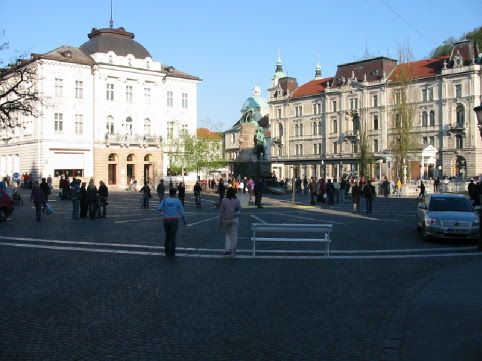
La pharmacie centrale se trouve à l'extrémité est de la place Prešeren, derrière le monument Prešeren. À droite, de l'autre côté de la Ljubljanica, se dresse le palais Kresija.